# Showgirl (album)
Showgirl je digitalni album v živo avstralske pevke Kylie Minogue. Izšel je digitalno skupaj z njeno pesmijo »Over the Rainbow«.
Album Showgirl je vključeval osem najuspešnejših pesmi Kylie Minogue, ki jih je v živo izvedla v Londonu leta 2005. Prodaja se preko iTunesa in mnogo drugih spletnih trgovin povsod po svetu.

## Seznam pesmi
| Št.             | Naslov                                                   | Dolžina |
| --------------- | -------------------------------------------------------- | ------- |
| 1.              | „Better the Devil You Know‟ (v živo)                     | 3:48    |
| 2.              | „What Do I Have to Do?‟ (v živo)                         | 2:36    |
| 3.              | „Spinning Around‟ (v živo)                               | 3:08    |
| 4.              | „Slow‟ (v živo)                                          | 3:26    |
| 5.              | „Red Blooded Woman / Where the Wild Roses Grow‟ (v živo) | 4:47    |
| 6.              | „I Believe in You‟ (v živo)                              | 3:25    |
| 7.              | „Can't Get You Out of My Head‟ (v živo)                  | 5:00    |
| 8.              | „Love at First Sight‟ (v živo)                           | 6:07    |
| Skupna dolžina: | Skupna dolžina:                                          | 32:17   |